# Sede de gobierno

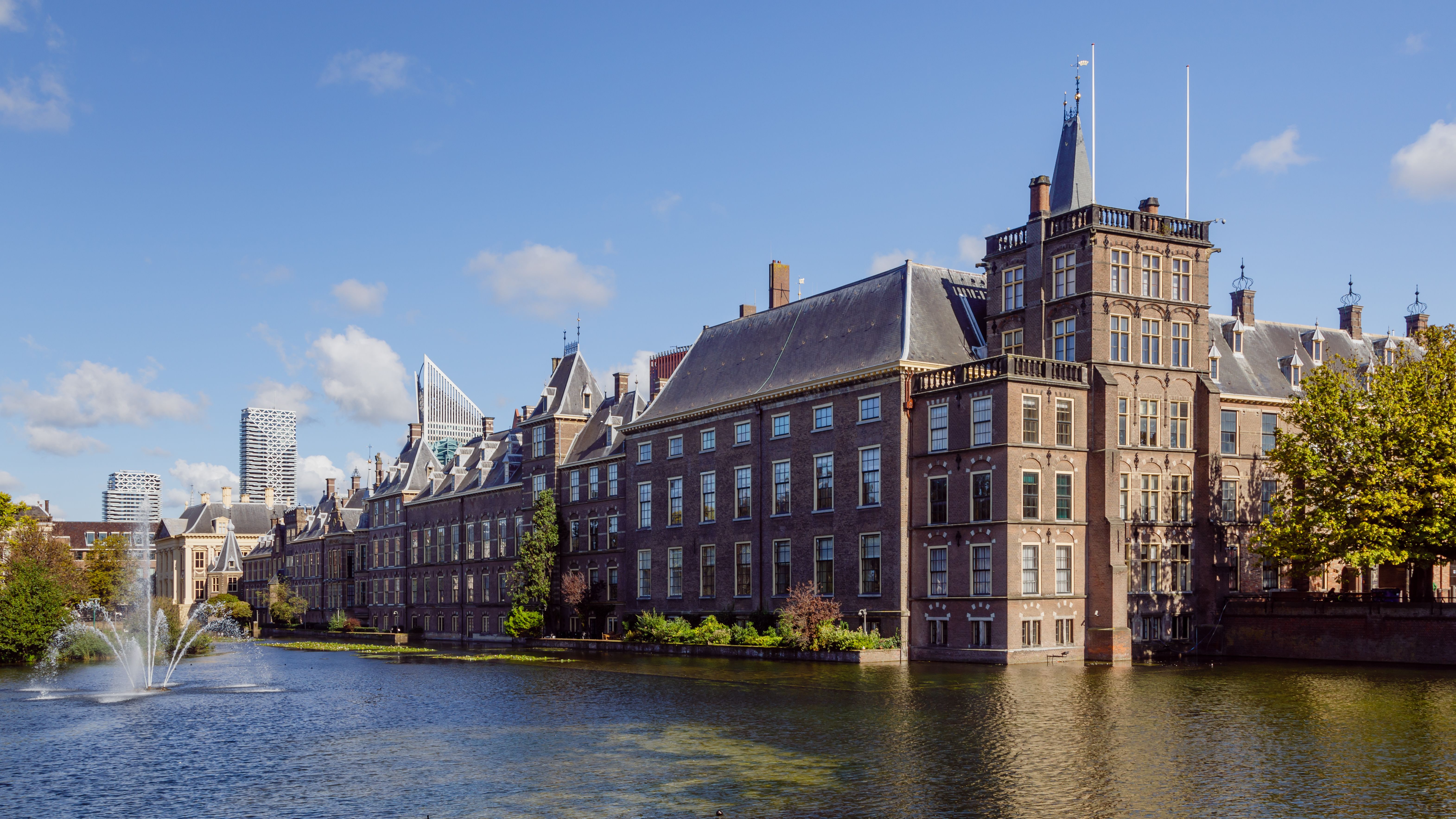
La Haya, Países Bajos: Binnenhof y Hofvijver.

La sede del gobierno, como se lo define en Brewer's Politics, es «el edificio, complejo de edificios o la ciudad desde la cual un gobierno ejerce su autoridad».
El gobierno nacional está localizado generalmente en la capital de la nación. En la mayoría de los países, la capitales y la sede del gobierno se encuentran en la misma ciudad, por ejemplo, Ankara es la capital y la sede del gobierno de Turquía; Londres es además la ciudad capital de Inglaterra y también del Reino Unido, siendo también sede del gobierno del Reino Unido.
Los términos no son completamente sinónimos. Existen algunos países en los cuales la sede de gobierno difiere de la capital. En los Países Bajos, por ejemplo, Ámsterdam es su capital pero La Haya es la sede del gobierno o en Bolivia donde Sucre es la capital, pero la sede de gobierno es La Paz; y en Filipinas, Manila es su capital pero la Región de la Capital Nacional (NCR) es la sede del gobierno.
Tanto las autoridades locales como las regionales también cuentan normalmente con una sede de gobierno o centro administrativo.

## Situación actual
Las sedes de gobiernos de los siguientes países no se encuentran actualmente en sus respectivas capitales oficiales:

### África
- Benín: Cotonú (capital Porto-Novo)
- Burundi: Buyumbura (capital Guitega)
- Costa de Marfil: Abiyán (capital Yamoussoukro)
- Suazilandia: Lobamba (capital Mbabane)
- Tanzania: Dar es Salaam (capital Dodoma)

### América
- Bolivia: La Paz (capital Sucre)

### Asia
- Malasia: Putrajaya (capital Kuala Lumpur)
- Sri Lanka: Kotte (capital Colombo)

### Europa
- Países Bajos: La Haya (capital Ámsterdam)